# Opportunité des poursuites en procédure pénale française
Pour un article plus général, voir Opportunité des poursuites.
En droit français, le principe d'opportunité des poursuites est la « faculté reconnue au ministère public, lorsqu’une infraction pénale lui est dénoncée, de déclencher ou de ne pas déclencher l’action publique en fonction des particularités du cas d’espèce ».
En vertu de l'article 40-1 du code de procédure pénale ce pouvoir est une liberté confiée au procureur de la République, sous réserve d'une instruction contraire du procureur général (son supérieur hiérarchique).

## Appréciation de l'opportunité des poursuites
Lorsqu’il est informé de la commission d’une infraction, le procureur de la République apprécie la suite à donner aux plaintes et dénonciations. Le procureur examine, en premier lieu, la légalité de la poursuite en vérifiant si les faits sont constitutifs d’une infraction pénale et s’il n’existe aucune cause empêchant le déclenchement des poursuites telles qu’énumérées à l’article 6 du code de procédure pénale.

## Décisions du procureur de la République
Après avoir apprécié l’opportunité des poursuites, le procureur de la République est susceptible de prendre trois types de décisions :
- Classer sans suite.
- Recourir à des alternatives aux poursuites telles que la médiation pénale, la composition pénale, et la convention judiciaire d'intérêt public.
- Déclencher des poursuites en saisissant la juridiction d’instruction par le biais d’un réquisitoire introductif ou en saisissant la juridiction de jugement compétente si l’affaire est en état d’être jugée.

La décision de classement sans suite est considérée comme non juridictionnelle et non définitive. Lorsque le procureur de la République décide de classer sans suite, il doit en aviser les plaignants et victimes et indiquer les raisons juridiques ou d’opportunité qui la justifie. Afin de contester cette décision les victimes peuvent intenter un recours hiérarchique devant le procureur général selon les modalités prévues à l’article 40-3 du code de procédure pénale. Le classement sans suite est en outre susceptible d’être paralysé par une constitution de partie civile par voie d’action ou par la saisine de la juridiction par la victime par voie de citation directe.

## Recours contre la décision du procureur de la République
La victime d'une infraction peut se porter partie civile devant le juge d'instruction à la suite du classement sans suite par le procureur de la République en portant plainte avec constitution de partie civile. C'est alors un juge d'instruction qui est saisi et qui se chargera des suites à donner.
Une personne ayant dénoncé des faits au procureur de la République peut faire un recours contre la décision de classement sans suite devant le procureur général qui est le supérieur hiérarchique du procureur.
Il est également possible de retirer sa plainte à tout moment. Toutefois le procureur de la République n'est pas obligé d'arrêter les poursuites puisque seul ce dernier peut décider de juger ou non une personne,. Les seuls cas où le procureur de la République cesse les poursuites concernent les plaintes pour atteinte à la vie privée (atteinte à l'image, diffusion de correspondances privées) ou pour injure et diffamation.